# Pražské jazzové dny
Pražské jazzové dny (1974–1982) jsou významnou součástí české kulturní historie před rokem 1989. Byla to celopražská přehlídka amatérskýcn jazzových a rockových skupin pořádaná Jazzovou sekcí Českého svazu hudebníků, která se konala pravidelně od roku 1974. Akce se brzy stala kulturním fenoménem, kromě jazzrockových, amatérských alternativních a punkových skupin byl program doplněn filmovými projekcemi nebo přednáškami o umění. Jazzová sekce se během své existence stala pro režim nepohodlná a 10. pražské jazzové dny v roce 1980 byly krátce před zahájením zakázány. Následující 11. pražské jazzové dny plánováné na duben roku 1982 nebyly tehdejšími úřady povoleny.

## O festivalu
Myšlenka pořádat v Praze jazzový festival se zrodila v hlavách představitelů Jazzové sekce na konci roku 1973. Uplynulo jen několik měsíců a následující rok v březnu se konaly první Pražské jazzové dny. Festival zásadním způsobem ovlivnil nejen hudební dění v tehdejší ČSSR. V době normalizace, kdy jazz představoval jakýsi kulturní protipól oficiální státní kultury, si festival získal pověst místa svobodného uměleckého projevu. Zpřístupnil do té doby nedostupné tiskoviny, nabídl příležitost k setkávání a výměně informací a zkušeností, pořádaly se zde přednášky o akčním umění, filosofické přednášky, ale objevily se třeba i pantomimické skupiny.
Pražské jazzové dny představovaly na rozdíl od ostatních festivalů unikátní hudební přehlídku. Skutečnost, že výhradním pořadatelem byla Jazzová sekce, umožnila oproti jiným festivalům větší nezávislost dramaturgie. Od pátého ročníku festivalu v roce 1977 zde vedle osvědčených jazzových profesionálů dostávaly prostor také mladé a experimení hudební skupiny a sólisté. Festival přinesl na pódia aktuální živou muziku od jazzu po rock a pro mnohé soubory tuzemské alternativní scény byl jedinou možností jak se představit širšímu publiku. Amatérská scéna zahrnovala v druhé polovině sedmdesátých let 20. století řadu neoficiálních či režimem zakázaných a pronásledovaných hudebních skupin a  koncerty některých kapel, které neměly „oprávnění vystupovat“, vlastně probíhaly na černo. V období normalizace sedmdesátých let festival, rozvíjející se mimo dohled komunistických úřadů, představoval závan svobody, který nakonec vyvolal vlnu policejních omezení, zákazů a dokonce i věznění.

### 1. pražské jazzové dny
1. pražské jazzové dny se konaly v Radiopaláci ve dnech 16.–18. března 1974 a představily široké spektrum tuzemských jazzových umělců.

### 2. pražské jazzové dny
Ve dnech 29.–30. března 1975 uspořádala Jazzová sekce 2. pražské jazzové dny. Část koncertů byla z kapacitních důvodů přesunuta do paláce Lucerna.

### 3. pražské jazzové dny
Pro velký úspěch 2. pražských jazzových dnů se Jazzová sekce rozhodla uspořádat další festival téhož roku v termínu 11.–12. října 1975. Všechny koncerty tohoto ročníku se přesunuly do Lucerny.

### 4. pražské jazzové dny
4. pražské jazzové dny se rozrostly na šestidenní festival, jehož spolupořadateli byli Kulturní dům hlavního města Prahy a OKD v Praze 8. Festival probíhal ve dnech 18.–23. března 1976. Hlavní koncerty se odehrály v Lucerně a další probíhaly v Městské knihovně,  v Malostranské besedě, v Divadle hudby a v Centru Rokoska. V tomto ročníku se již začal projevovat posun směrem k nejazzovým žánrům. Rock na koncertech přilákal do Jazzové sekce tisíce nových členů a jazzoví fanoušci se ocitli v menšině. Poprvé se začaly vydávat denní programy festivalu s aktuálními rozhovory, profily kapel a  recenzemi koncertů z předchozího dne.

### 5. pražské jazzové dny
Při 5. pražských jazzových dnech, které se konaly ve dnech  5.–10. dubna 1977, vystoupilo 8 profesionálních, 11 poloprofesionálních a 12 amatérských kapel. V Lucerně poprvé zahrála amatérská kapela, jmenovala se Extempore. Od té doby se Jazzová sekce snažila alternativní kapely na svých festivalech stále více prosazovat. Podle organizátorů festival během týdne navštívilo téměř 15.000 návštěvníků.
V kině Ponrepo se na neveřejné akci Jazzové sekce promítal kultovní americký film Easy Rider (Bezstarostná jízda), který byl sice původně zakoupen pro distribuci, ale normalizační cenzoři ho shledali ideově závadným a skončil ve skladu na Barrandově. Dvě představení byla zcela vyprodána a v kině se tísnilo mnohem více lidí, než byla jeho stávající kapacita. Později se film začal promítat v klubových kinech.

### 6. pražské jazzové dny
6. pražské jazzové dny byly pro pořadatele velmi náročné, neboť trvaly jedenáct dní, od 16 do 26. května 1978.

### 7. pražské jazzové dny
7. pražské jazzové dny byly již poněkud komornější a trvaly čtyři dny, od 6. do 9. října 1978. Jazzová sekce se snažila zvolnit pracovní tempo a vyhnout se psychickým stresům. Kromě toho se objevily problémy s pronajímáním objektů a profesionální i amatérské kapely se rozpadaly, přeskupovaly a prožívaly tvůrčí i osobní krize.

### 8. pražské jazzové dny

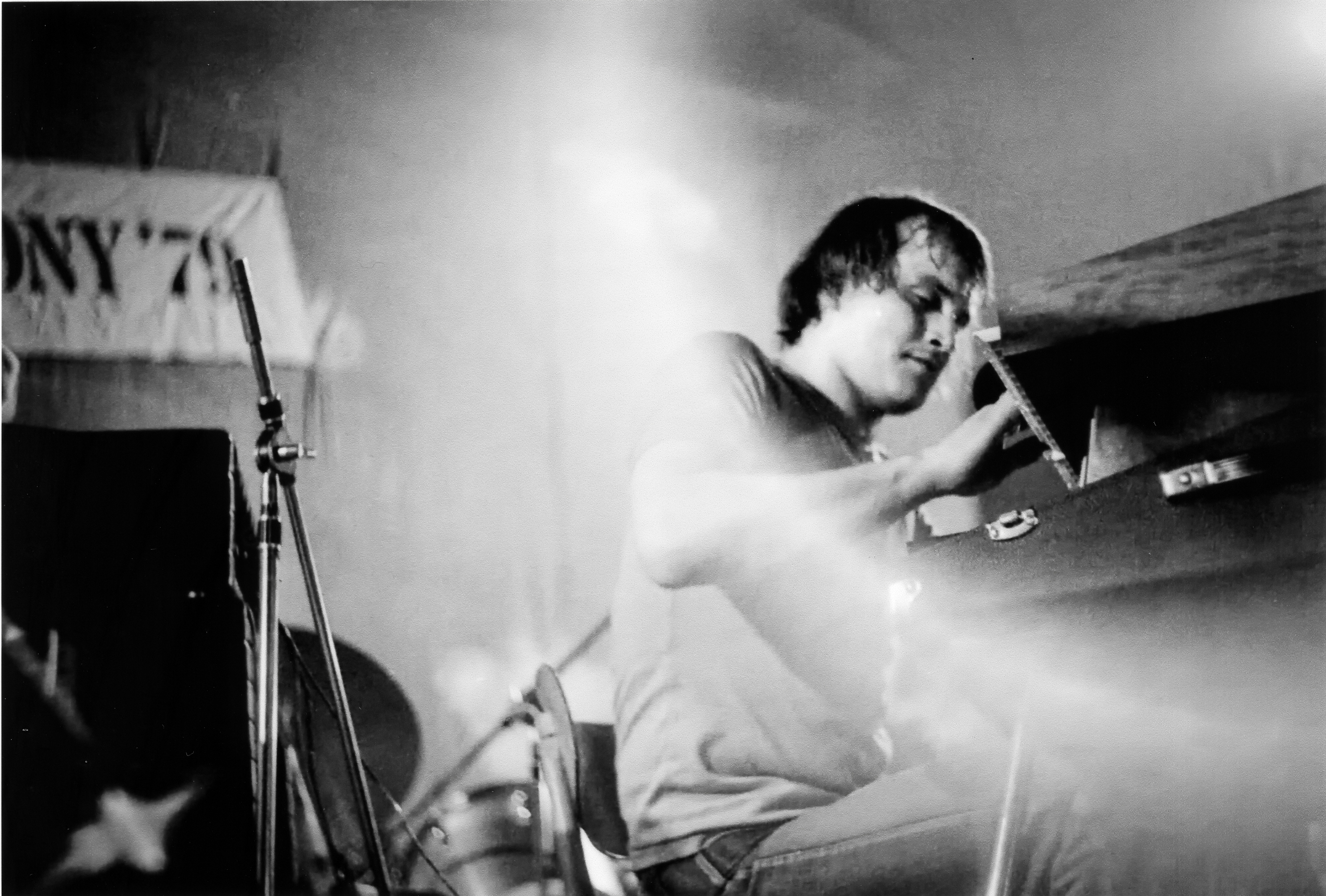
Michael Kocáb v Lucerně - 8. Pražské Jazzové Dny

8. pražské jazzové dny, které se konaly ve dnech 21.–27. května 1979. prošly dramaturgickou změnou. Po čtyřech letech byl zrušen dosud osvědčený pořad Jazzrocková dílna i večer věnovaný tradičnímu jazzu. Koncerty amatérské scény se odehrávaly v nových prostorách sportovní haly na Folimance.

### 9. pražské jazzové dny
Na 9. pražských jazzových dnech konaných 2.–4. listopadu 1979 dala Jazzová sekce šanci mladým amatérským rockovým skupinám a poprvé od založení festivalu převážili rockeři nad jazzmeny. Byl také uveřejněn manifest Úkoly české alternativní hudby, který se pokoušel vymezit prostor, v němž by se amatérští hudebníci měli pohybovat. Toto ostré kulturně-politické prohlášení a vystoupení nepovolené skupiny Extempore měly za následek, že budoucí Pražské jazzové dny již nebyly povoleny.

### 10. pražské jazzové dny
10. pražské jazzové dny byly naplánovány na 19.–28. září 1980 a vystoupit měli zástupci tuzemské i zahraniční alternativní hudby (Art Bears, Art Zoyd, Etron Fou Leloublan, This Heat). Krátce před zahájením festival zakázal kulturní inspektorát pražského magistrátu kvůli neodpovídající kulturně politické a ideové orientaci a pro nedostatečné politické garance ze strany pořadatele.

### 11. pražské jazzové dny

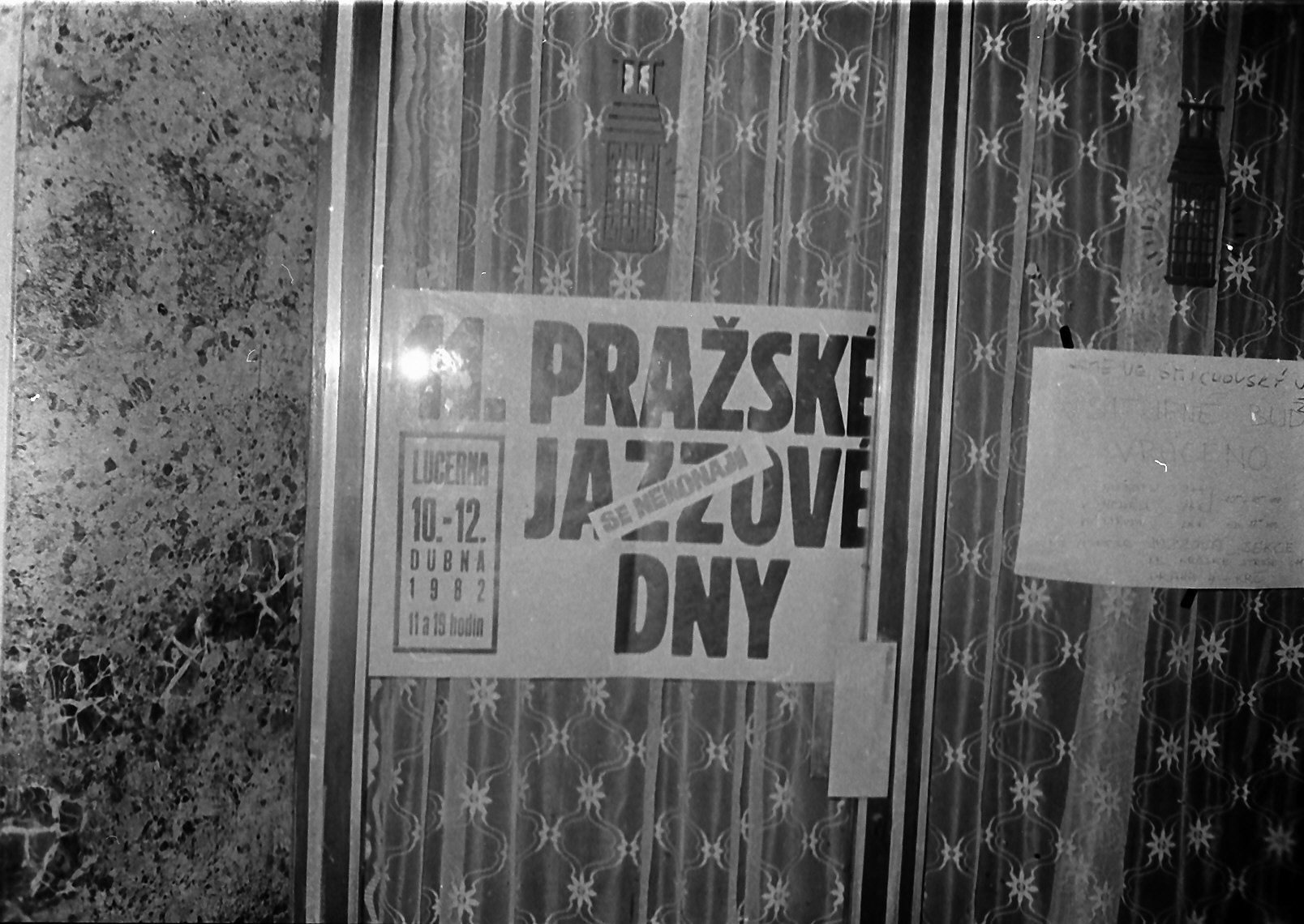
Oznámení o zrušení 11. pražských jazzových dnů na dveřích Lucerny

11. pražské jazzové dny plánováné na 9.–12. dubna 1982 nebyly tehdejšími úřady povoleny. Jako důvod posloužilo stanovisko ministerstva kultury, že Jazzová sekce „naprosto neskýtá záruku odpovědného zajištění akce, resp. že této akce nebude jakýmkoliv způsobem zneužito.“ Navzdory tomu se podařilo uspořádat několik utajených ilegálních koncertů pozvaných zahraničních účastníků, například vystoupení skupiny This Heat v klubu Na chmelnici.

### 12. pražské jazzové dny
V roce 1990 pořádala Jazzová sekce – Artforum, právní nástupce Jazzové sekce, v Praze první Mezinárodní knižní veletrh a pokusila se v rámci veletrhu o znovuobnovení tradice Pražských jazzových dnů. V 90. letech 20. století ale došlo k velkému úbytku posluchačů jazzové hudby a zájem publika o velký jazzový festival byl minimální.

### 13. pražské jazzové dny
13. pražské jazzové dny proběhly ve dnech 22. – 24. dubna 1998 v rámci Mezinárodního knižního veletrhu.

### 14. pražské jazzové dny
14. pražské jazzové dny se konaly v roce 1999 opět jako součást Mezinárodního knižního veletrhu.